# Henric I cel Bărbos
Henric I cel Bărbos - în poloneză: Henryk I Brodaty - (n. 1165, Głogów, Duchy of Silesia⁠(d), Polonia – d. 19 martie 1238, Krosno Odrzańskie, Duchy of Wroclaw⁠(d), Polonia), a făcut parte din linia Dinastiei Silezia-Piast, a fost Duce de Silezia la Wrocław din 1201 și Duce de Cracovia cât și Mare Duce al Poloniei din 1232 până la moartea sa.

## Viața

### Moștenirea regiunii Wrocław și începutul guvernării
Henric a fost fiul Ducelui Boleslav I cel Înalt de Silezia, conceput cu a doua sa soție Cristina, o doamnă nobilă germană. El s-a născut în Głogów, Silezia de Jos, fiind al patrulea fiu al cuplului ducal, având puține șanse de a moșteni orice teren. Cu toate acestea, decesele premature ale fraților săi mai mari, Boleslav, Conrad și Jan (între 1174 și 1190) și faptul că fratele său vitreg mai mare, Jarosław de Opole fusese forțat să intre în cariera ecleziastică după intrigile mamei sale vitrege Cristina, i-a permis lui Henric să devină moștenitorul lui Boleslav. Henric și-a început pregătirile sale în afacerile politice sub protecția tatălui său. Prin căsătoria sa cu Hedwig de Andechs, Henric s-a înrudit cu conducătorii din Germania, Ungaria, Boemia și Franța.
Când tatăl său a murit, în 7 sau 8 decembrie 1201, Henric era foarte bine pregătit pentru a prelua guvernarea. Cu toate acestea, la scurt timp a întâmpinat unele dificultăți. La începutul anului 1202, unchiul său, Ducele Mieszko al IV-lea Picioare Zgomotoase din Silezia Superioară, printr-un atac surprinzător a luat Ducatul Opole al fratelui vitreg a lui Henric, Jarosław. Mieszko își dorea mai multe proprietăți, inclusiv cele ale lui Henric, însă nu le-a putut dobândi, confruntându-se cu opoziția bisericii care îl sprijinea pe Henric. Datorită intervenției Arhiepiscopului de Gniezno, Henric Kietlicz și a Episcopului de Wrocław, Ciprian, Henric și-a menținut granițele sale, deși a trebuit să plătească 1.000 de bucăți de argint pentru susținătorii săi.
Când Sfântul Imperiu Roman se afla în mjilocul luptelor dintre Casa Staufer și Casa Welf, la început, Henric nu a fost implicat. Cu toate acestea, fiica lui Gertrude a fost în cele din urmă logodită cu bavarezul Otto Pfalzgraf al III=lea de Wittelsbach, probabil datorită unor presiuni politice provenite de la soția lui, Agnes, un membru al Casei ducale de Andechs, care erau susținătorii puternici ai Casei Staufer. Strategia lui Henric a fost de a rămâne neutru cât mai mult posibil și de a aștepta conflictul să se agațe ori într-o parte, ori în alta.
Ca urmare, în 1204 Henric a decis să rupă logodna fiicei sale cu Otto al VIII-lea. Acest lucru a fost făcut cu scopul de a-l mulțumi pe regele german Filip de Suabia, care voia ca propria lui fiică să se căsătorească cu Otto. Cu toate acestea, foarte curând regele german s-a răzgândit cu privire la posibilul mariaj dintre fiica sa și Otto al VIII-lea. Otto, umilit, a jurat răzbunare. Europa a fost școată în anul 1208 când a avut loc uciderea brutală a Regelui Filip comisă de Otto al VIII-lea. Aceste evenimente au schimbat fundamental situația politică din Germania și a adus victoria neșteaptată a lui Otto al IV-lea de Brunswick, în lupta pentru tron, cât și prăbușirea relațiilor de rudeinie ale soției lui Henric. Relațiile cu Boemia s-au normalizat abia în 1218, după căsătoria fiului lui Henric, Henric al II-lea, cu fiica regelui Pttpkar I, Anna Przemyślidka.

### Implicarea în politica ducatului polonez
De-a lungul următorilor ani, Henric a început participarea activă în afacerile poloneze. În 1202, Marele Duce polonez Mieszko al III-lea cel Bătrân, din ramura Dinastiei Piast, a murit, ceea ce i-a adus o deschidere lui Henric pentru a-și face intrarea pe scena politică. Au apărut două grupuri oponente: pe de o parte, unchiul lui Henric, Mieszko al IV-lea Picioare Zgomotoase, cu fiul său și succesorul lui Mieszko al III-lea, Ducele Vladislav al III-lea Picioare Groase al Poloniei Mari, iar in cealaltă parte erau ceilalți duci juniori: Leszek I cel Alb de Sandomierz și Conrad I de Masovia, fiul lui Cazimir al II-lea cel Drept, care voia să mențină autoritatea ducatelor sale, la fel ca și nepotul lui Vladislav al III-lea, Vladislav Odonic, luptând pentru moștenirea Poloniei Mari împotriva unchiului său. În acest conflict, Henric a dorint încă odata să rămână neutru, deși cel mai probabil îi simpatiza pe ducii juniori.
La scurt timp, circumstanțele l-au forțat să se implice mai mult. Vladislav al III-lea Picioare Groase și-a asumat tronul la Cracovia dar a fost detronat în 1206. Leszek I cel Alb a devenit Mare Duce și Duce de Cracovia. Pierderea Provinciei Seniorate l-a forțat pe Vladislav al III-lea să schimbe alianța (voia să-și crească prezența în Pomerania de Vest), prin urmare, i-a propus lui Henric o tranzacție extraordinară: schimbul teritoriilor din Silezia Lubusz pentru regiunea Kalisz din Polonia Mare. Henric s-a bucurat și a profitat de acestă ofertă favorabilă, dar în curând acest lucru a dus la mai multe confuzii politice. Vladislav Odonic se aștepta să primească exact aceleași terenuri de la unchiul său, Vladislav al III-lea iar aceasta decizie l-a exclus. Odonic a continuat să aibă susținerea bisericii, care era condusă de Arhiepiscopul Henric Kietlicz de Gniezno. Cu toate acestea, Vladislav al III-lea s-a dovedit a fi mai puternic și a reușit să-i exileze pe cei doi adversari, Odonic și Arhiepiscopul de Gniezno. Aceste evenimente l-au plasat pe Henric într-o situație dificilă, pentru că avea o datorie față de Arhiepiscop, care îl ajutase la începutul domniei sale. După o scurtă ezitare, Henric a decis să-l susțină pe Vladislav al III-lea. Pe de altă parte, el a dat noul teren dobândit de la Kalisz lui Odonic, cu excepția regiunii Poznań. Această politică a contribuit în mod clar la deteriorarea relațiilor lui Henric cu Vladislav al III-lea, deși nu a durat prea mult timp. În 1208, a fost aranjată o întâlnire la Głogów, în care s-au reconfirmat legăturile lui Henric cu Vladislav al III-lea.
În 1210, scena politică din Polonia a fost zguduită de Bula Papală a lui Papa Inocențiu al III-lea, care l-a excomunicat pe Marele Duce Leszek cel Alb. Acest fapt a fost folosit de Mieszko al IV-lea Picioare Zgomotoase, care a cucerit rapid Cracovia și a preluat titlul de Mare Duce. Bula fusese emisă la cererea unui duce anonim din Silezia, car ar fi putut fi doar Henric. Situația a devenit confuză pentru că numeni nu era sigur cine deține puterea reală.
Arhiepiscopul Henric Ketlicz (care se întorsese din exil cu ceva timp înainte), a decis să cheme un sinod în Borzykowa, unde încerca să găsească o soluție la această problemă delicată. La convenție, în plus față de ierarhia bisericii, Henric și celilalți duci juniori, au mai fost prezenți și Leszek I cel Alb, care dorea să recâștige sprijinul bisericii, împreună cu alți prinți Piast, acordând un mare privilegiu clerului, care asigura integritatea posesiunilor teritoriale a episcopilor. Mieszko al IV-lea nu a fost prezent în Borzykowa. Cu toate acestea, el a mers împreună cu armata sa la Cracovia, unde confuzia din rândul cetățenilor cu privile la cine anume era responsabil, a dus la preluarea capitalei fără a se lupta. Aceasta a fost perioada de apogeu a lui Mieszko, care a murit o lună mai târziu în anul următor. Abia atunci a reușit Arhiepiscopul Kietlic să facă un apel la Roma, în scopul de a obține inversarea Bulei. Deși acum Henric era cel mai mare dintre ducii juniori, și-a îndreptat atenția în altă parte. Leszek I cel Alb s-a reîntors în Cracovia fără dificultăți majore.
După afacerea Bulii Papale, Henric a optat pentru o cooperare de anvergură cu Marele Duce Lieszek I și cu Ducele Vladislav al III-lea. Principiile pactului lor au fost stabilite într-o ședință în Dańkowie, în anul 1217, iar apoi, un an mai târziu la Sądowlu. Fiecare membru al acestui triunvirat Piast (care mai târziu l-a inclus și pe fratele mai mic a lui Lieszek, Conrad de Masonia) a adus unele beneficii pentru alianță. Includerea lui Vladislav a adus o restituire imediată a regiuni Lubusz și suveranitatea formală lui Lieszek asupra restului țării. De-a lungul următorilor ani, cei trei duci au cooperat foarte stâns.
Motivul principal pentru tratatul celor trei au fost, expedițiile cruciadelor împotriva prusacilor păgâni. Aceste cruciade au fost organizate în 1222 și 1223, iar în ciuda unui efort financiar mare, expediția a eșuat.
Motivul pentru care Henric a renunțat la pretenția sa asupra tronului din Cracovia a fost confiscarea regiunii Lubusz de către Margraful Conrad al II-lea de Lusatia. Deși Lubusz aparținuse Ducelui Vladislav al III-lea până în 1206, l-a perdut curând după aceea, iar posesia acestui teren a afectat în mod direct suveranitatea lui Henric. Prin urmare, Henric a decis să trimită forțele sale la granița de vest. Inițial, el a încercat să soluționeze litigiul pe cale pașnică. Spre acest scop, el a trimis ambasadori la curtea Împăratului Otto al IV-lea la Alrenburg, în scopul de a obține recăpătarea regiunii Lubusz în cadrul regiunii Silezia. Aceștia s-au întors fără nici un răspuns, astfel Henric decisese să organizeze o expediție armată. În cele din urmă, situația a fost soluționată în favoarea lui, atunci când pe 6 mai 1210, Margraful Conrad al II-lea a murit, și Henric a putut relua Lubusz, și de asemenea, orașul Lusatian din Guben, pe care l-a deținut până în 1218.
În 1223, alianța Piast a fost în cele din urmă ruptă. În Polonia Mare, Vladislav Odonic cu ajutorul Ducelui Świętopełk al II-lea din Pomerelia, cumnatul său, au reușit să cucerească Ujscie. În 1225, Henric a rupt tratatul și a intrat în Cracovia.
Cu toate acestea, nu a izbucnit un război între Leszek și Henric, din cauza unui atac din partea lui Ludovic al IV-lea, asupra regiunii Lubusz, ceea ce l-a forțat pe Henric să se retragă. În același timp, în scopul de a nu pierde terenurile lui Vladislav al III-lea, Henric a decis să ajungă la un acord cu Leszek și cu aliatul său, Conrad de Masovia. Conținutul noului tratat, semnat pe malurile râului Dłubną, este necunoscut. Luptele pentru Lubusz au continuat cu întreruperi până în 1230, după moartea lui Ludovic al IV-lea când succesorul său, Henric Raspe a renunțat la toate drepturile sale asupra regiunii în 1229. Henric a putut în cele din urmă să adauge acest document în ducatul său, cu toate că făcea acest lucru fără acordul Ducelui Vladislav al III-lea. Henric a reușit să obțină un alt activ, și anume, un Castel în Cedynia, cucerit în urma unui conflict local cu Ducele Barnim I de Pomerania.
În 1227, Leszek cel Alb a decis să rezolve problemele cu rudele sale. În acest scop, el a organizat o întâlnire la Gąsawa. În cadul reuniunii, Vladislav Odonic și Henric l-au asistat pe Leszek și pe fratele său Conrad de Masovia. Din motive necunoscute, Vladislav al II-lea nu a mers la Gąsawa, în ciuda faptului că, din cauza disputei cu Leszek, prezența sa era crucială pentru finalizarea cu succes a întâlnirii. Un alt punct important în cadul reuniunii a fost, în conformitate cu Leszek, comportamentul prea îndepărtat al Ducelui Świętopełk al II-lea, un membru al dinastiei Pomerelian Samboride, care se delcarase independent de vasalitatea poloneză. Marele Duce a cerut o mustrare serioasă pentru Świętopełk, sau îndepărtarea totală din ducat. Cu toate acestea, Świętopełk (probabil cu ajutorul lui Odonic) a decis să atace primul la Gąsawa. La 23 noiembrie 1227, Loeszek și Henric au fost prinși într-o ambuscadă unde Leszek a fost ucis și Henric a fost rănit grav, fiind salvat datorită cavalerului său credincios, Peregrinus de Wiesenburg, care l-a protejat cu propriul său trup. Acest act a dat startul unei noi lupte pentru tronul polonez.

### Henric I, guvernator al Cracoviei
Leszek cel Alb lăsase un fiu în vârstă de un an, Boleslav al V-lea cel Sfios dar până când ajungea la vârsta corespunzătoare, guvernarea Cracoviei trebuia preluată de altcineva. La început, cel mai serios candidat părea să fie Ducele Vladislav al III-lea, a cărui absență oportună la Congresul din Gąsawa l-a salvat din ambuscadă. Cu toate acestea, nobilimea poloneză a refuzat să-l sprijine și s-au aliat cu fratele lui Leszek, Conrad I de Masovia. La început, se pare că Vladislav a avut partea de sus în lupta pentru Cracovia, mai ales după Congresul de Cienia Pierwsza, lângă Kalisz, pe 05 mai 1228, unde a acordat mai multe privilegii bisericii și a promis să respecte legile vechi. Cu toate acestea, situația a devenit mai complicată atunci când nepotul său, Vladislav Odonic, s-a răzvrătit împotriva lui. Acest lucru l-a forțat pe Ducele Vladislav al III-lea să-și concentreze atenția în Polonia Mare, și ca urmare, Henric a ales să conducă Cracovia, dar nu ca duce suveran ci ca un guvernator al Marelui Duce. Motivul pentru această alegere a fost sprijinul militar pentru Vladislav al III-lea. Ca parte a acordului obținut de Henric și de promisiunea de recunoaștere a Marelui Duce, Henric și urmașii lui au fost numiți moștenitorii Poloniei Mari.
În cursul sucessiunii lui Leszek, în 1228 a izbucnit un război între Henric și Ducele Conrad de Masovia. Henric dorea să pună capăt conflictelor iar în 1229 a aranjat o întâlnire cu Conrad la Spytkowice. Acest lucru s-a dovedit a fi unul dintre cele mai proaste idei ale lui Henric: în timpul slujbei, a fost capturat de cavalerii lui Conrad și câțiva adepți ai săi au fost răniți când au încercat să-l salveze. Henric a fost răpit și întemnițat la Castelul Płock.
Cu acest avantaj în mâinile sale, Ducele de Masovia a mărșăluit împotriva Poloniei Mari. Vladislav al III-lea a reușit să fugă în Silezia Superioară în timp ce Conrad, fără obstacole majore, a intrat în Cracovia și a preluat titlul de Mare Duce. Războiul nu era încă pe sfârșite, deoarece Silezia a rămas independentă datorită rezistenței puternice a lui Henric al II-lea cel Pios, fiul cel mare a lui Henric I, care a devenit regent al ducatului după capturarea tatălui său.
Ajutorul real pentru Henric a venit dintr-o sursă complet neașteptată. Soția sa, Hedwig de Andechs venit la Płock unde a avut o discuție cu Conrad. Nu se știe exact ceea ce s-a discutat însă Conrad, care dorea să aibă o imagine bună în fața curților europene, a decis să-l elibereze pe Henric și a promis să renunțe la drepturile sale din Cracovia.

### Henric I, Mare Duce al Poloniei

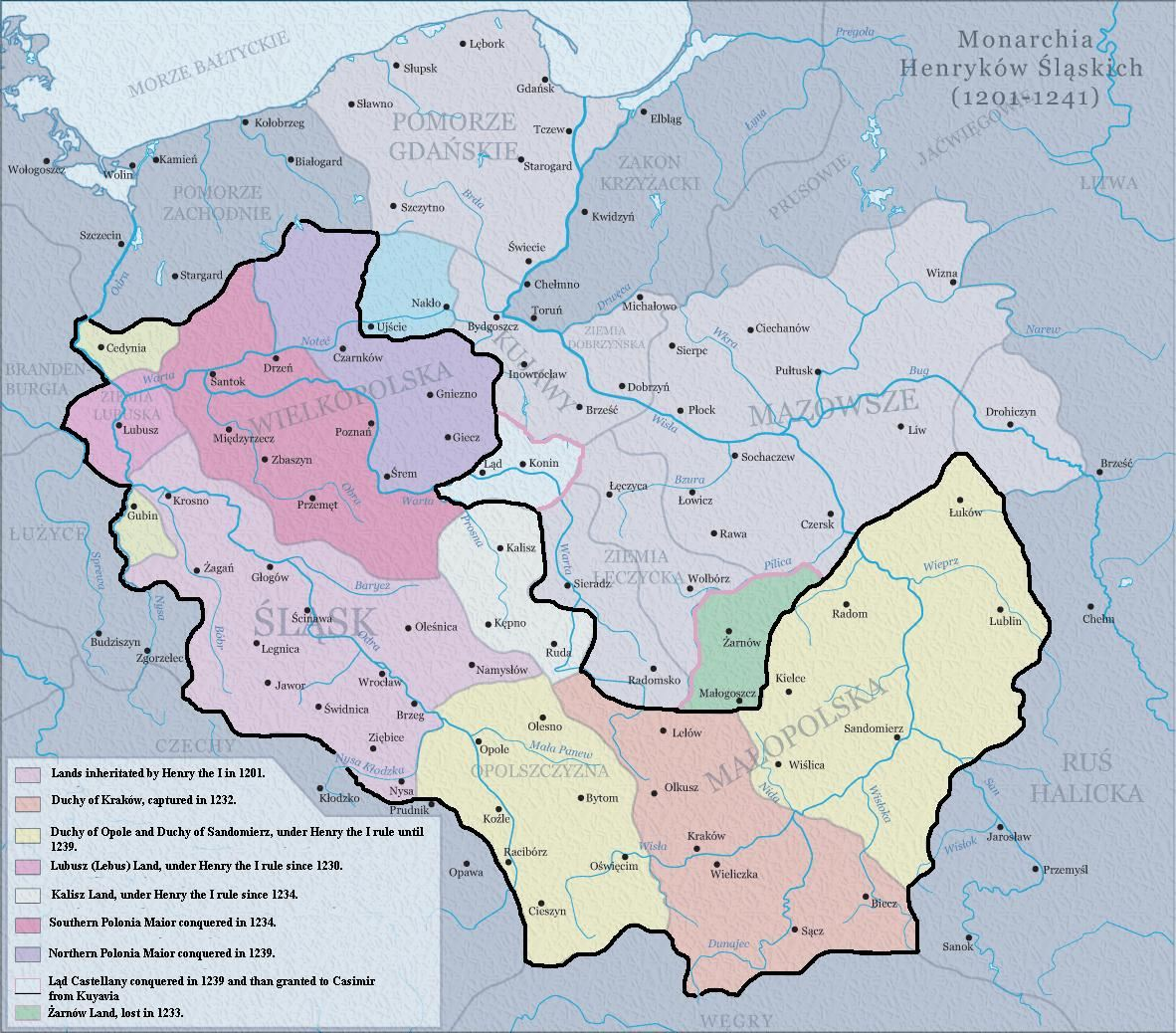
Monarhia lui Henric

Expediția împotiva lui Conrad, realizată în 1231, s-a încheiat cu înfrângerea sa la zidurile Gniezno, dar din fericire pentru Henric, Vladislav al III-lea a murit pe neașteptate în Środa Śląska, ucis de o fată germană pe care a încercat să violeze. Din moment ce Vladislav nu a avut copii, singurul moștenitor al său în Polonia Mare era Henric. Autoritatea sa în aceste domenii a fost imediat contestată. La început, Henric a decis să aibă grijă de soarta Poloniei Mici, mai ales după moartea vărului său, Cazimir I de Opole și minorității fiilor lui Mieszko al II-lea cel Gras și Vladislav Opolski, amândoi sub tutela mamei lor, Viola. El a decis să ia regența regiunii Opole în numele copiilor infanți, având în vedere locația strategică a ducatului lor în drumul său spre Cracovia. Următorul conflict nu a mai fost între Henric și Conrad, ci în Polonia Mică, mai exact nobilii Casei Gryfici care au decis să-l susțină pe Ducele de Silezia. Grzymislawa de Luck, văduva lui Leszek cel Alb, care se temea pentru viitorul fiului ei Boleslav al V-lea, a predat domnia ducatului său din Sandomierz lui Henric. Conrad, nu intenționa să se lupte cu enroma popularitate a guvernului lui Henric, atât din Silezia cât și din Polonia Mică. În 1232, Henric a intrat în Cracovia și a fost proclamat Mare Duce și Protectorul Poloniei, și cu toate acestea, și-a recuperat în cele din urmă titlurile și puterea pe care Vladislav al II-lea Exilatul, bunicul său, o pierduse în 1146.
În 1232, Henric a avut, de asemenea, oportunitatea de a câștiga Polonia Mare și a lansat o ofensiva împotriva lui Vladislav Odonic, care susținea că acel teren îi aparține. Invazia a fost un eșec. În războiul pentru Plonia Mică, Henric a avut succes deplin. În 1233, Henric și Conrad au semnat un tratat la Chełm. În conformitate cu termenii acestui acord, el trebuia să renunțe la orice pretenție asupra terenurlor din Polonia Mică, adică Łęczyca și Sieradz, iar în schimb a primit o recunoaștere a domniei sale peste Cracovia. De asemenea, Henric a fost numit regent în Sandomierz în numele lui Boleslav al V-lea, postul pe care Conrad încercase să-l obțină după ce a ordonat arestarea ducelui infant și a mamei sale. Numai datorită efortuilor familie Gryfici, Boleslav și Grzymislawa au reușit să scape și să se întoarcă pe terenurile lor. Luptele peste Polonia Mică au continuat până la moartea lui Henric.

### Decesul
Henric a murit în 1238 în Krosno Odrzanskie și a fost înmormântat la biserica cisterciană Trzebnica pe care a fondat-o în 1202, la cererea soției sale.
Henric este considerat de istorici ca fiind unul dintre cei mai importanți prinți din Dinastia Piast din perioada de fragmentare feudală a Poloniei. Cu toate acestea, toată munca lui a fost distrusă la numai trei ani după moartea sa din cauza unui eveniment complet neșteptat: invaziile mongole. În general, istoricii sunt de acord că în cazul în care dezastrul de la Bătălia Legnica nu s-ar fi întâmplat, Polonia ar fi fost unită la mijlocul secolului al XIII-lea.
Ca politician, Henric a reușit să facă Silezia să fie una dintre cele mai puternice state ale Poloniei fragmentate, și de asemenea, a încercat să mențină pacea în Polonia Mică și Mare într-o perioadă de schimbări considerabile în Europa de Vest.

## Căsătoria și copiii
În 1188, Henric s-a căsătorit cu Hedwig de Andechs, fiica Ducelui Berthold al IV-lea de Merania. Cei doi au avut șapte copii:
- Agnes (1190 – 11 mai 1214)
- Boleslav (1191 – 10 septembrie 1206/1208)
- Henric al II-lea cel Pios (1196 – 9 aprilie 1241) usic în Bătălia de la Legnica
- Conrad cel Cret (1198 – 4 septembrie 1213)
- Sofia (1200 – 22 sau 23 martie 1214)
- Gertrude (1200 – 6 sau 30 decembrie 1268)
- un fiu, probabil numit Vladislav (25 decembrie 1208 – 1214/1217)